# Knud Christoffersen
 Ikke at forveksle med Knud Christophersen.
Knud Christoffersen (født 11. maj 1921 – ??) var en dansk professionel letsværvægtsbokser.
Knud Christoffersen debuterede i december 1947 i KB-Hallen i en uafgjort kamp mod belgieren Fernand Honore, og tabte herefter i januar 1948 sin næste kamp den 30. januar 1948 mod hollænderen Pierre Doorenbosch i København, der siden blev hollandsk mester i klassen. Knud Christoffersen tabte 7 af karrierens 14 kampe (5 sejre og 2 uafgjorte), herunder en returkamp mod Dorrenbosch. Karrierens sidste kamp fandt sted i 1949 i Købehavn, hvor han tabte på point til den hollandske debutant Willy Schagen.